# Āsalē
Āsalē är en saltsjö i Etiopien.   Den ligger i regionen Afar, i den norra delen av landet, 600 km norr om huvudstaden Addis Abeba. Arean är 50 kvadratkilometer.